# روبن مور
روبن مور (بالإنجليزية: Robin Moore)‏‏ (31 أكتوبر 1925 في بوسطن - 21 فبراير 2008 في هوبكينزفيل) روائي، وكاتب، وكاتب سيناريو من الولايات المتحدة.

## الجوائز
- نوط الجو

## روابط خارجية
- روبن مور على موقع IMDb (الإنجليزية)
- روبن مور على موقع ألو سيني (الفرنسية)
- روبن مور على موقع ميوزك برينز (الإنجليزية)
- روبن مور على موقع أول موفي (الإنجليزية)
- روبن مور على موقع قاعدة بيانات الأفلام السويدية (السويدية)
- روبن مور على موقع إن إن دي بي (الإنجليزية)
- روبن مور على موقع ديسكوغز (الإنجليزية)
- روبن مور على موقع قاعدة بيانات الفيلم (الإنجليزية)
- روبن مور على موقع كينوبويسك (الروسية)